# بقايا امرأة
بقايا امرأة (بالإنجليزية: Pieces of a Woman) هو فيلم درامي لعام 2020 من إخراج كورنيل موندروشو، من سيناريو كاتا ويبر. النجوم فانيسا كيربي، شيا لابوف، مولي باركر، سارة سنوك، إليزا شليزنجر، بيني سافدي، جيمي فيلز وإلين بورستين. يعمل مارتن سكورسيزي كمنتج تنفيذي. فيلم أمريكي-كندي مشترك، يرتبط الفيلم ارتباطًا مباشرًا بفيلم Mundruczó و Wéber 2018 الذي يحمل نفس الاسم، والذي تؤديه الفرقة الفنية لـ TR Warszawa.
تم عرض الفيلم لأول مرة في العالم في 4 سبتمبر 2020 في مهرجان البندقية السينمائي الدولي رقم 77, حيث فازت كيربي بكأس فولبي لأفضل ممثلة. تم إصداره في مسارح محددة في 30 ديسمبر 2020, قبل أن يبدأ البث الرقمي على نتفليكس في 7 يناير 2021. تلقى الفيلم تقييمات إيجابية بشكل عام، مع الثناء على عروض كيربي، لابوف وبورستين.

## الحبكة
مارثا فايس وشون كارسون زوجان من بوسطن على وشك أن يصبحا أبوين. شون عامل بناء، بينما مارثا تنفيذية. يلتقي الزوجان في متجر لبيع السيارات حيث يعمل كريس، صهر مارثا، واشترت والدة مارثا، إليزابيث، حافلة صغيرة. هدايا شون لصور مارثا بالموجات فوق الصوتية لتعليقها في حضانتهم. مارثا تدخل في المخاض تلك الليلة. يتصل شون بقابلتهم، باربرا، لكنها غير متاحة، لذلك ترسل امرأة اسمها إيفا مكانها. تعاني مارثا من الغثيان والقلق والألم أثناء المخاض.
عندما تصل مارثا إلى عشرة سنتيمترات، تنقلها القابلة إلى غرفة النوم لتلد. بينما تضغط مارثا، تدرك إيفا أن معدل ضربات قلب الطفل ينخفض بشكل خطير أثناء الانقباضات. تخبر شون بالذعر أنهم قد يحتاجون للذهاب إلى المستشفى ويتحركون لاستدعاء المسعفين. يسألها شون عما إذا كان من الجيد الاستمرار، فأجابت، نعم. تقوم مارثا بتحويل كل قوتها لدفع الطفل إلى الخارج وتلد ابنتها. لاحظت إيفا أن الطفل يتحول إلى اللون الأزرق وتحاول إنعاشها، لكنها سرعان ما تصاب بالسكتة القلبية وتموت.
في الشهر التالي أثناء التسوق، واجهت مارثا فتاة صغيرة وترضع من خلال قميصها. في محل بقالة، تصادف صديقة لوالدتها، جوديث، التي تحتضنها وتؤكد لها أن إيفا «ستتعفن في السجن». يحضر شون ومارثا موعدًا مع طبيب شرعي. شون حريص على معرفة الخطأ الذي حدث، بينما مارثا مترددة. في الطبيب الشرعي، يعلم الزوجان أنهما لم يحددا سبب الوفاة، على الرغم من أنهما تمكنا من تحديد أن الطفل كان في بيئة منخفضة الأكسجين وبدأوا إجراءات ضد إيفا. يغادر شون، تغلب عليه العاطفة، بينما تبقى مارثا وتقرر أنها تريد التبرع بجسم الطفل للعلم.
تستمر علاقة مارثا بشون في الصراع وكذلك مع والدتها التي تريد دفن الطفل وإقامة جنازة. بعد شهرين لا تزال مكتئبة للغاية. يتشاجر شون ومارثا على غرفة الطفل. يريد شون الحفاظ عليه ولا مارثا. يحاول شون التحريض على الجنس لكنه لم ينجح ويتضح أنه لا يزال مكتئباً للغاية.
في الشهر التالي، أعاد «شون» الشاحنة الصغيرة. بدأ في علاقة غرامية مع سوزان ابنة عم مارثا، وتعاطى الكوكايين بعد أن ظل رصيناً لأكثر من ست سنوات. سوزان، وهي أيضًا المحامية التي تدعي إيفا، تخبره أن دعوى قضائية محتملة ضد إيفا قد تكون مربحة للغاية.
تلقي إليزابيث باللوم على مارثا في وفاة الطفل لأنها قررت الولادة في المنزل وأخبرتها أن عليها حضور محاكمة إيفا. ثم أخبرت إليزابيث شون أنها لم تحبه أبدًا. تعرض عليه المال كي يغادر ولا يعود أبدًا. مارثا تنزل شون في المطار ويغادر إلى سياتل.
بعد أشهر، تشهد مارثا في محاكمة إيفا. بعد ذلك، تلتقط صوراً لها وهي تحمل ابنتها وتعود إلى المحاكمة. سمح لها القاضي بمخاطبة المحكمة، حيث قالت إن إيفا ليست مذنبة في الوفاة ولا تلومها. بالعودة إلى المنزل، اكتشفت أن بذور التفاح التي بدأتها في ثلاجتها قد بدأت تنبت. بعد شهر، تنثر مارثا رماد ابنتها في النهر. بعد سنوات، تتسلق فتاة صغيرة شجرة تفاح. تساعدها مارثا على النزول ويدخل الاثنان.

## إنتاج
في أكتوبر 2019, تم الإعلان عن انضمام فانيسا كيربي وشيا لابوف إلى طاقم الفيلم، حيث أخرج كورنيل موندروتشو من سيناريو لكاتا ويبر. كتبت ويبر الفيلم بناءً على تجربتها الخاصة في فقدان طفلها مع المخرج موندروزو، شريكها، بسبب حمل غير ناجح.  قدم Wéber السيناريو إلى الصندوق الهنغاري الوطني للأفلام، لكنه لم يحصل على الدعم، لاحقاً اختارها منتج أمريكي.
يعمل سام ليفنسون ومارتن سكورسيزي كمنتجين تنفيذيين في الفيلم. في ديسمبر 2019, انضم كل من جيمي فيلز وإلين بورستين ومولي باركر وإلايزا شليسنغر إلى فريق عمل الفيلم. في يناير 2020, انضمت سارة سنوك وبيني سافدي إلى طاقم الفيلم. قام هوارد شور بتأليف نتيجة الفيلم.
بدأ التصوير الرئيسي في ديسمبر 2019 حول مونتريال.
تم تصوير لقطات ما بعد التصوير في وحوال أوسلو، النرويج. يتضمن هذا تسلسل النهاية. 

## طرح الفيلم
تم عرض الفيلم لأول مرة في العالم في الدورة 77 من مهرجان البندقية السينمائي الدولي في المسابقة الرسمية في 4 سبتمبر 2020. بعد فترة وجيزة، حصلت نتفليكس على حقوق التوزيع العالمية للفيلم. كما عُرض في مهرجان تورونتو السينمائي الدولي في أواخر سبتمبر 2020. تم إصداره في مسارح محددة في 30 ديسمبر 2020, قبل أن يبدأ البث الرقمي على نتفليكس في 7 يناير 2021. 

## استقبال
على مجمّع المراجعة روتن توميتوز، حصل الفيلم على نسبة موافقة تبلغ 77 ٪ بناءً على 162 مراجعة، بمتوسط تقييم 6.9 / 10. يقول إجماع نقاد الموقع: «تكافح قطعة من امرأة للحفاظ على الزخم بعد عرض افتتاحي مذهل، لكن أداء فانيسا كيربي يجعل النتيجة النهائية صورة مؤثرة للحزن». في ميتاكريتيك، لديها متوسط درجات مرجح يبلغ 67 من 100, بناءً على 36 نقاداً، مما يشير إلى «المراجعات الإيجابية بشكل عام».
أعطى Xan Brooks من الغارديان الفيلم 3 من أصل 5 نجوم، وكتب: «نظراً لأنه يمثل تمثيلاً متميزاً، فإن الفيلم مثير للإعجاب في طريقه. الممثلون الرئيسيون يرفعون السقف. يحصل كل منهم على دوره الكبير في الكاميرا. لكنها تشعر بقليل من التعليم، وقليل من التنظيم، مثل ورشة عمل في استوديو الممثلين، هذا الانطباع لا يساعده النتيجة الملحة، والتي تنخفض مثل وزن الرصاص بعد كل عملية تبادل مكتملة.»
قال بيتر ديبروج، الذي يكتب لفارايتي, «لكن هذا هو فيلم كيربي في النهاية، حيث أن أعجوبة المسرح (المعروفة للجمهور بعملها في التاج) تقدم أكثر أدائها على الشاشة إثارة للإعجاب حتى الآن - وليس فقط الالتزام الرائع لمشهد الولادة هذا، ولكن الطريقة التي تتعامل بها مع عدم اليقين في الشخصية لبقية الفيلم». وقال ديفيد روني، مراسل هوليوود ريبورتر ' إن «أولئك الذين يتمتعون بالقدرة على التمثيل القوي للتأثير المؤلم للأمعاء والآثار بعيدة المدى لموت الرضع المفاجئ سيكافأون بلحظات قوية ومؤثرة».

### الجدل
في ديسمبر 2020, عقب دعوى قضائية ضد لابوف بتهمة الاعتداء الجسدي والجنسي المزعوم، أزالت نتفليكس اسمه من صفحة الويب For Your Consideration

### الجوائز
| جائزة                                      | تاريخ الحفل    | الفئة                 | المستلم      | نتيجة        | Ref.   |
| ------------------------------------------ | -------------- | --------------------- | ------------ | ------------ | ------ |
| جوائز جمعية أفلام نيويورك الغربية الكبرى   | 31 ديسمبر 2020 | أفضل ممثلة رئيسية     | فانيسا كيربي | رشح          | [ 25 ] |
| جوائز جمعية أفلام نيويورك الغربية الكبرى   | 31 ديسمبر 2020 | أفضل ممثلة مساعدة     | إلين بورستين | رشح          | [ 25 ] |
| جوائز جمعية نقاد مدينة الموسيقى السينمائية | 11 يناير 2021  | أفضل ممثلة            | فانيسا كيربي | رشح          | [ 26 ] |
| جوائز جمعية نورث داكوتا السينمائية         | 15 يناير 2021  | أفضل ممثلة مساعدة     | إلين بورستين | قيد الانتظار | [ 27 ] |
| جوائز جمعية سان دييغو فيلم نقاد            | 11 يناير 2021  | فنان الاختراق         | فانيسا كيربي | رشح          | [ 28 ] |
| جوائز جمعية سان دييغو فيلم نقاد            | 11 يناير 2021  | أفضل ممثلة            | فانيسا كيربي | رشح          | [ 28 ] |
| جوائز جمعية سان دييغو فيلم نقاد            | 11 يناير 2021  | أفضل ممثلة مساعدة     | إلين بورستين | رشح          | [ 28 ] |
| جمعية سانت لويس لنقاد السينما              | 14 يناير 2021  | أفضل ممثلة            | فانيسا كيربي | قيد الانتظار | [ 29 ] |
| جمعية سانت لويس لنقاد السينما              | 14 يناير 2021  | أفضل ممثلة مساعدة     | إلين بورستين | قيد الانتظار | [ 29 ] |
| مهرجان البندقية السينمائي الدولي           | 12 سبتمبر 2020 | كأس فولبي لأفضل ممثلة | فانيسا كيربي | فاز          | [ 30 ] |

## روابط خارجية
- بقايا امرأة على موقع IMDb (الإنجليزية)
- بقايا امرأة على موقع ميتاكريتيك (الإنجليزية)
- بقايا امرأة على موقع روتن توميتوز (الإنجليزية)
- بقايا امرأة على موقع نتفليكس (الإنجليزية)
- بقايا امرأة على موقع ألو سيني (الفرنسية)
- بقايا امرأة على موقع أول موفي (الإنجليزية)
- بقايا امرأة على موقع فيلمافينيتي (الإسبانية)
- بقايا امرأة على موقع قاعدة بيانات الأفلام السويدية (السويدية)
- بقايا امرأة على موقع قاعدة بيانات الفيلم (الإنجليزية)
- بقايا امرأة على موقع ليتربوكسد (الإنجليزية)